# Острівки (Люблінське воєводство)
Острівки (пол. Ostrówki, Острувкі) — село в Польщі, у гміні Вогинь Радинського повіту Люблінського воєводства. Населення — 656 осіб (2011).

## Історія
У XVIII столітті вперше згадується церква східного обряду в селі.
У часи входження до складу Російської імперії належало до Радинського повіту Сідлецької губернії. За даними етнографічної експедиції 1869—1870 років під керівництвом Павла Чубинського, у селі переважно проживали римо-католики, але населення здебільшого розмовляло українською мовою.
У 1975—1998 роках село належало до Білопідляського воєводства.

## Населення
Демографічна структура станом на 31 березня 2011 року:
|          | Загалом | Допрацездатний вік | Працездатний вік | Постпрацездатний вік |
| -------- | ------- | ------------------ | ---------------- | -------------------- |
| Чоловіки | 320     | 71                 | 198              | 51                   |
| Жінки    | 336     | 76                 | 152              | 108                  |
| Разом    | 656     | 147                | 350              | 159                  |